# Velika Paka
Velika Paka – wieś w Chorwacji, w żupanii karlowackiej, w gminie Žakanje. W 2011 roku liczyła 44 mieszkańców.